# إدي برينان
إدي برينان (بالإنجليزية: Eddie Brennan)‏ هو لاعب قذف أيرلندي، ولد في 2 أكتوبر 1978 في كورك في جمهورية أيرلندا.